# Bygdin
Bygdin är den största insjön i Jotunheimen, Innlandet fylke, Norge.
Sjön har en yta på 46 kvadratkilometer och är belägen 1 062 meter över havet. Men sina öde stränder liknar Bygdin en arktisk fjord. Sjöns avlopp går via Vinstra till Gudbrandsdalslågen.